# Banggai-Kardinalbarsch
Der Banggai-Kardinalbarsch (Pterapogon kauderni), auch Molukken-Kardinalbarsch genannt, ist ein acht Zentimeter lang werdender, schwarzweiß gezeichneter Kardinalbarsch, der nur in einem sehr kleinen Gebiet östlich der indonesischen Insel Sulawesi im flachen Meer lebt. Er ist als Zierfisch für die Meerwasseraquaristik bekannt geworden und wird von Meerwasseraquarianern nach dem Artepitheton einfach Kauderni genannt.

## Merkmale
Banggai-Kardinalbarsche haben einen ovalen, hochrückigen Körper mit silbrig, weißgrauer Grundfarbe und lang ausgezogenen Flossen. Über den Körper ziehen sich zwei große schwarze Querbänder, das erste beginnt an der Spitze der ersten Rückenflosse, zieht sich entlang ihrer Vorderkante und endet an den Spitzen der Bauchflossen, das zweite beginnt an der Spitze der sehr langen zweiten Rückenflosse und endet an der Spitze der Afterflosse. Am Kopf tarnt ein Querband die sehr großen Augen, ein weiteres streicht über das leicht oberständige, relativ große Maul. Die beiden Lappen der tief gegabelten Schwanzflosse werden von zwei schwarzen Längsbändern geprägt.
Die erste hartstrahlige Rückenflosse hat acht, die zweite weichstrahlige Rückenflosse hat 14 Flossenstrahlen. Die Afterflosse beginnt mit zwei Hartstrahlen und wird anschließend von 13 Weichstrahlen gestützt. Alle Flossen, die Flanken zwischen den zwei Bändern und der Schwanzstiel zeigen ein Muster von weißen Punkten, das Muster ist bei allen Individuen etwas verschieden und kann bei Verhaltensstudien benutzt werden, um einzelne Exemplare voneinander zu unterscheiden. Äußere Geschlechtsunterschiede gibt es nicht.

## Verbreitung und Lebensraum

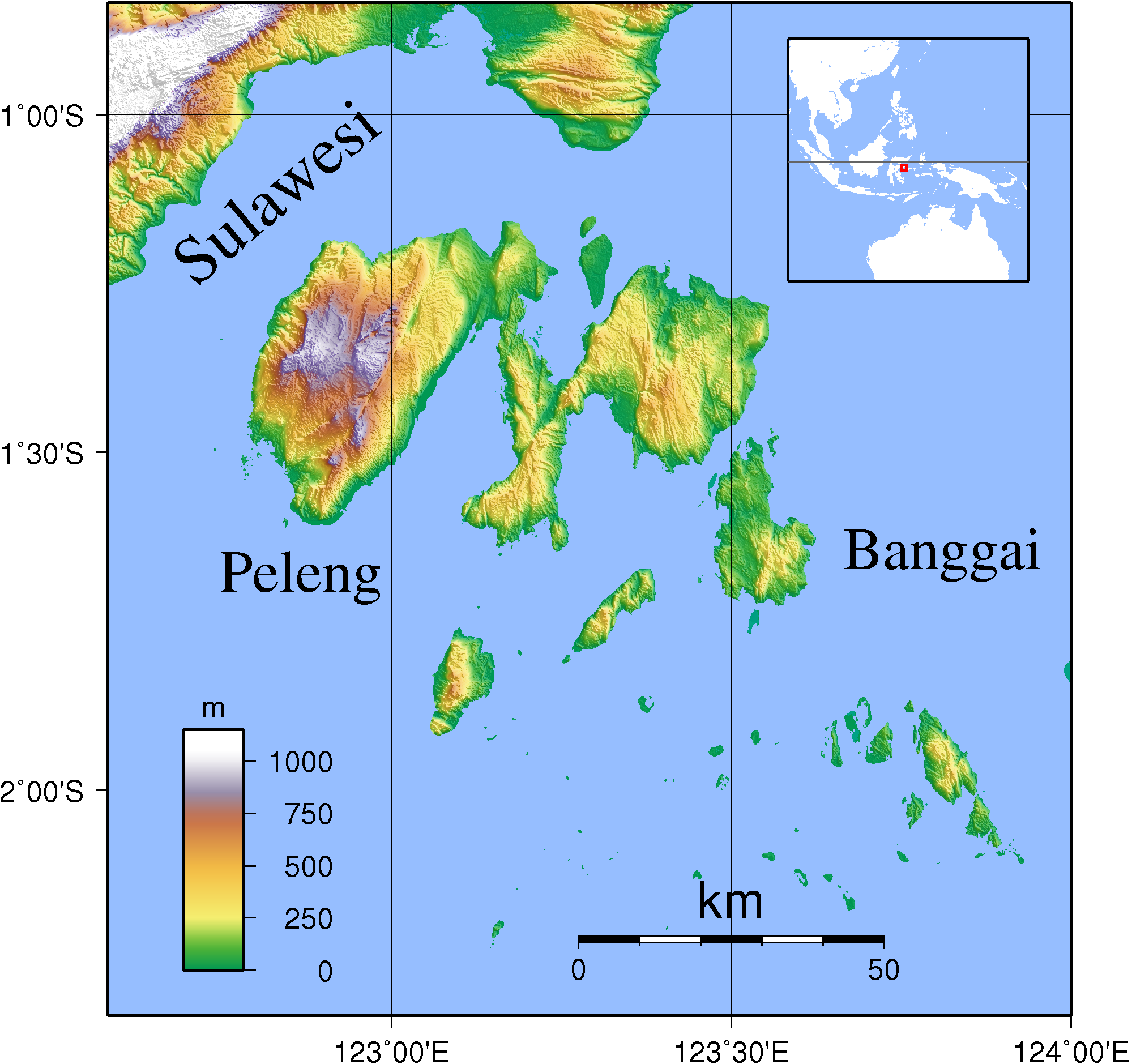
Banggai-Inseln

Der Banggai-Kardinalbarsch lebt nur in einem kleinen Gebiet um die Banggai-Inseln (Banggai, Bandang, Kembongan, South Peleng) sowie weiterer kleiner Inseln, z. B. bei Taliabu. Das gesamte Gebiet umfasst eine Fläche von nur 5500 km². Da der Fisch in diesem Gebiet aber nur in geschützten, voneinander isolierten Buchten an der wettergeschützten Seite von 30 Inseln vorkommt, hat das tatsächliche Verbreitungsgebiet nur eine Fläche von 34 km².
Banggai-Kardinalbarsche leben in sehr flachem Wasser in Seegraswiesen, assoziiert mit dem Seegras Enhalus acoroides, in Mangroven, Lagunen und Korallenriffen. Selbst Bachmündungen mit Süßwasserzustrom und durch Abwässer verschmutzte Hafenbecken werden von ihnen bewohnt. Sie bevorzugen Tiefen von einem halben bis zu 4,5 Metern. Das Wasser in ihrem Lebensraum ist mit 28 °C bis 31 °C sehr warm.
Durch entkommene Exemplare aus Fischfangstationen sind neue Lebensräume besiedelt worden. So gibt es eine kleine Population im Hafen von Luwuk auf der östlichen Halbinsel von Sulawesi; eine weitere Population findet sich 400 km weiter nördlich in der Lembeh-Straße bei Sarena Island vor der Küste Nord-Sulawesis. Diese Population umfasste im September 2000 etwa 50 Fische, im Juni 2001 etwa 650 Tiere. Sie war bis 2010 so stark angewachsen, dass die zahlreichen Banggai-Kardinalbarsche fast alle Symbioseanemonen und Diademseeigel besiedelt und die ursprünglich dort lebenden Anemonenfische und Schnepfenmesserfische verdrängt haben.

## Lebensweise und Verhalten

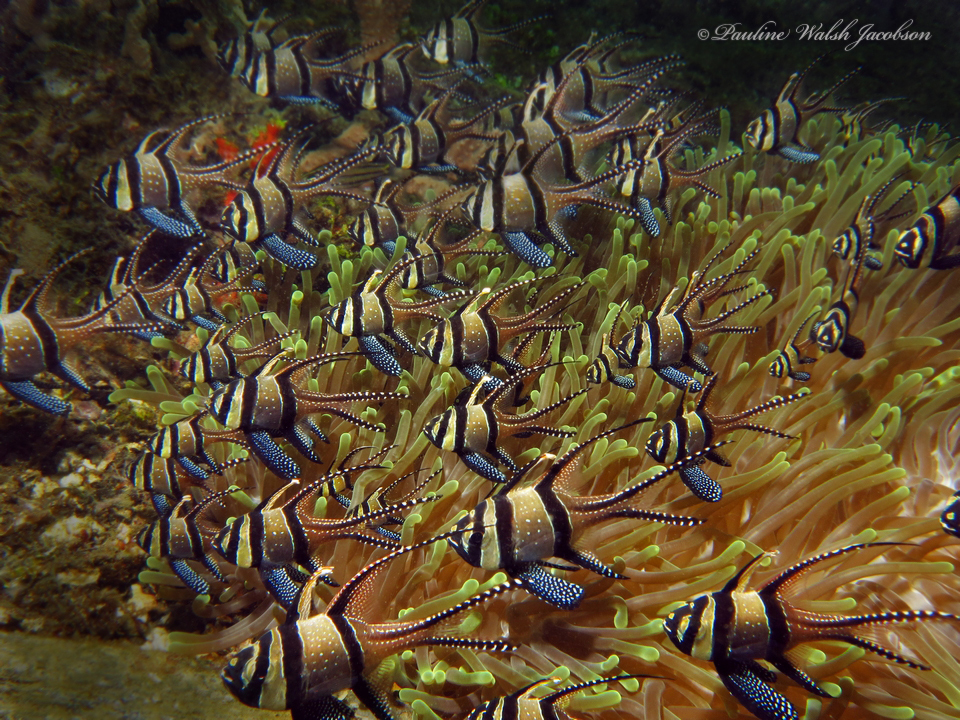
Schwarm im natürlichen Biotop

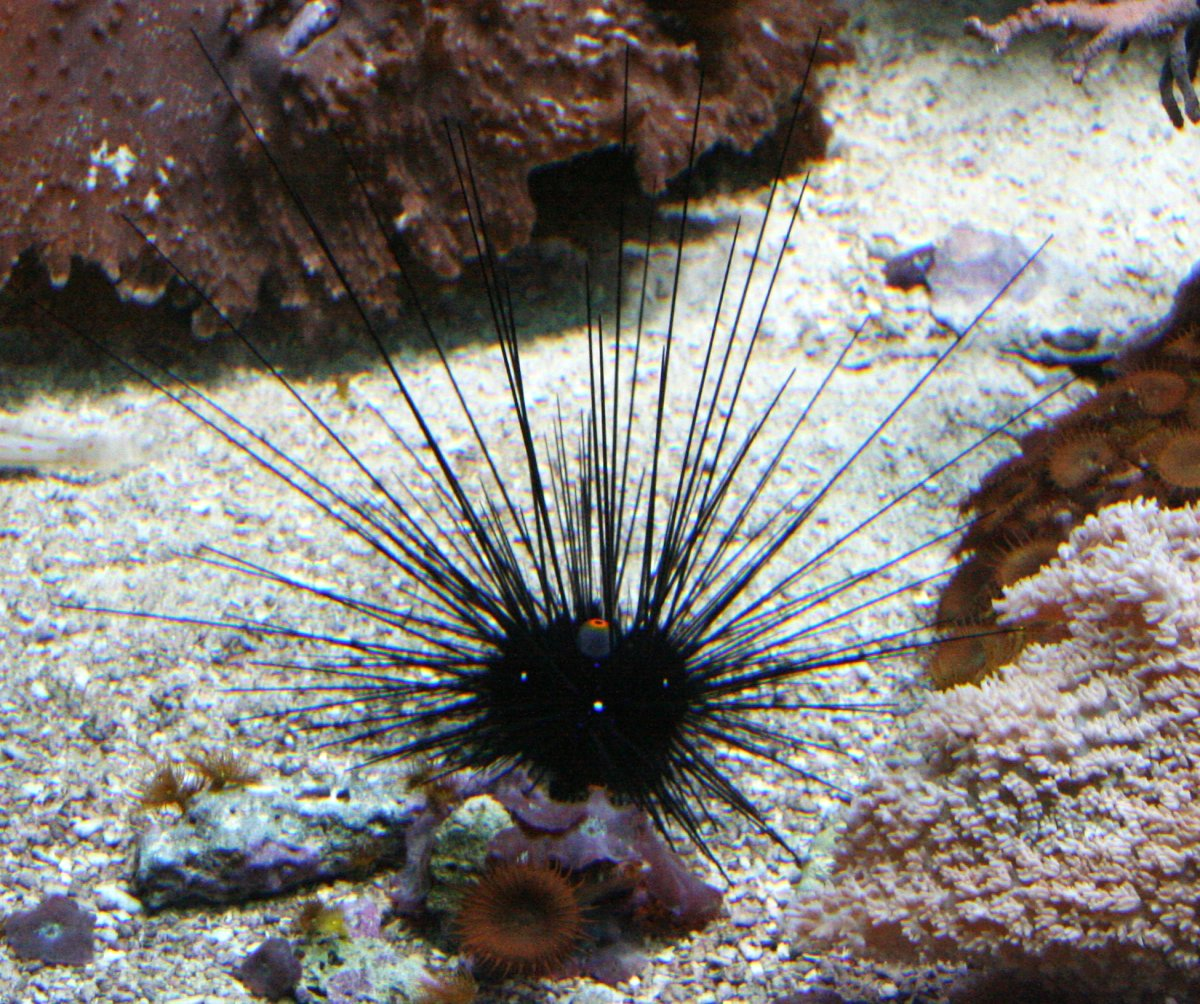
Diademseeigel

Banggai-Kardinalbarsche leben in der Natur in Gruppen von bis zu 500 Tieren zusammen, wobei die meisten Exemplare Jungtiere ab einem Alter von einem halben Jahr sind. Durchschnittlich sind die Gruppen mit etwas über 20 Individuen aber deutlich kleiner. Die großen Augen zeigen, dass sie dämmerungsaktiv sind. Sie sind Zooplanktonfresser, die hauptsächlich Ruderfußkrebse, kleine Zehnfußkrebse, Meerasseln sowie Eier und Larven von verschiedenen marinen Tieren aufschnappen. Magenuntersuchungen ergaben eine Größe des Futters von 0,1 bis 14 Millimeter. Ruderfußkrebse haben einen Anteil von 79 % in der aufgenommenen Nahrung.
Junge Banggai-Kardinalbarsche von einem bis 1,5 Zentimeter Länge halten sich in Gruppen von zwei bis zwölf Fischen zum Schutz zwischen den Stacheln von Diadem-Seeigeln (Diadema setosum) beziehungsweise den Tentakeln der Anemonen-Pilzkoralle (Heliofungia actiniformis) oder Symbioseanemonen der Gattung Stichodactyla oder von Blasenanemonen auf. Adulte Tiere verbergen sich auch in verzweigt wachsenden Steinkorallen, wie Acroporen, Montipora digitata, Seriatopora hystrix oder Feuerkorallen (Millepora  sp.). Bei Zählungen lebten 43,7 % der Tiere bei Steinkorallen, 31,9 % bei Seeigeln und 24,4 % bevorzugten den Schutz von Anemonen. Sie teilen sich ihren Lebensraum mit verschiedenen anderen Kardinalbarschen, Riffbarschen, Seenadeln und den Anemonenfischen Amphiprion clarkii, Amphiprion perideraion und Amphiprion ocellaris.
Banggai-Kardinalbarsche werden in ihrem natürlichen Lebensraum unter anderem von Feuerfischen, dem Honigwaben-Zackenbarsch (Epinephelus merra), dem Braunkopf-Plattkopf (Cymbacephalus beauforti), dem Steinfisch Synanceia horrida, Muränen sowie der Seeschlange Laticauda colubrina gefressen.

### Fortpflanzung

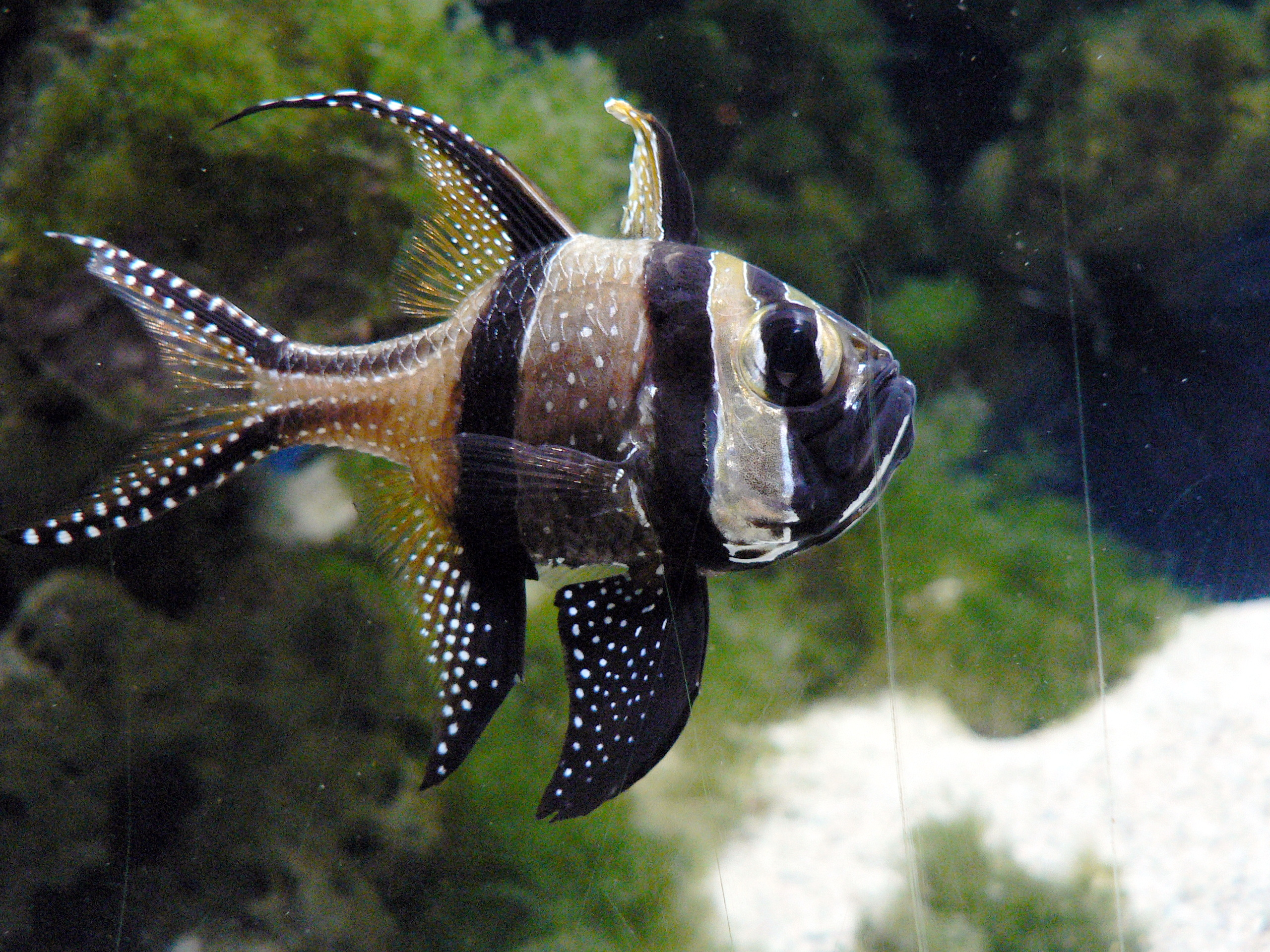
Maulbrütendes Männchen

Wie alle Kardinalbarsche sind die Kaudernis Maulbrüter. Die Balz wird vom Weibchen eingeleitet, indem es ständig unter dem Schwanz des Männchens hindurchschwimmt. Das kann in wenigen Stunden hunderte Male geschehen. Da die Männchen als der maulbrütende Elternteil mehr in den Nachwuchs investieren, müssen sie zum Laichen „überredet“ werden. Der eigentliche Laichakt dauert nur Sekunden. Nach der Eiübergabe findet noch eine lange Nachbalz statt, die meist 30 bis 40 Minuten dauert, aber auch fast eine Stunde dauern kann. Beide Partner umschwimmen sich und drehen sich zitternd umeinander. Eventuell findet erst dabei die Besamung der Eier statt.
Eine Brut besteht aus 5 bis 40 orangen Eiern mit einer Größe von 2,5 bis 3 Millimeter, die durch Filamente ihres Chorions zusammengehalten werden. Die Männchen, die die Eier etwa 19 Tage im Maul in einer Schleimhauttasche mit sich herumtragen, fressen währenddessen nichts. Die Jungfische haben keine Larvenphase, sondern schlüpfen und entwickeln sich weitere 6 Tage im Maul des Vaters ohne Metamorphose (dabei beträgt die Größe der Embryonen etwa 6 Millimeter, beim Verlassen des Maules erreichen sie eine Länge von 8 Millimeter). Das ist bei den Kardinalbarschen und auch fast allen anderen Korallenfischen einmalig. Nach dem Verlassen des Mauls 25 Tage nach der Eiaufnahme kümmern sich die Fische nicht mehr um den Nachwuchs, auch nicht bei Gefahr. Das Fehlen einer planktonischen Larvenphase, in denen die Larven von Strömungen verdriftet werden können, ist wohl der Grund für das begrenzte Verbreitungsgebiet der Fische. Nach vier Monaten erreichen die Jungfische meist eine Größe von 30 Millimeter und sind nach weiteren 5–7 Monaten geschlechtsreif.

## Entdeckungsgeschichte
Der Banggai-Kardinalbarsch wurde 1920 von dem schwedischen Völkerkundler Walter Alexander Kaudern (1881–1942) entdeckt. Er fing zwei Exemplare, die er an das Nationaal Natuurhistorisch Museum in Leiden schickte. Dort wurden sie 1933 durch Frederik Petrus Koumans beschrieben und nach ihrem Entdecker benannt. Danach wurde die Art wieder vergessen, bis sie einem tauchenden Tourismusunternehmer auffiel, der Fotos an den Ichthyologen Gerald R. Allen schickte. Dieser glaubte zunächst an eine unbekannte Art, bis er feststellte, dass sich der Holotypus des Kardinalbarsches in Leiden befand. In der Zeitschrift Tropical Fish Hobbyist stellte Allen 1996 die Art der interessierten Öffentlichkeit vor.

## Systematik
Die systematische Position von Pterapogon kauderni innerhalb der Kardinalbarsche (Apogonidae) ist noch nicht geklärt. Wegen der äußeren Ähnlichkeit wird die Art zusammen mit anderen hochrückigen Kardinalbarschen der Tribus Sphaeramiini zugeordnet.
Neben dem Banggai-Kardinalbarsch enthält die Gattung Pterapogon noch eine zweite Art, Pterapogon mirifica, die an der Küste des nordwestlichen Australiens lebt und noch nicht weiter erforscht ist. Unter Einschluss von Pterapogon mirifica ist die Gattung Pterapogon allerdings nicht monophyletisch und die zweite Art wird in neueren Veröffentlichungen oft als Quinca mirifica geführt. Somit wird Pterapogon monotypisch mit Pterapogon kauderni als einziger Art.

## Aquarienhaltung
Der Banggai-Kardinalbarsch wurde 1996 für die Meerwasseraquaristik in Deutschland entdeckt, als die Tiere auf der Messe Interzoo in Nürnberg ausgestellt wurden. Sofort setzte ein Run auf die Fische ein und schon bald erschienen die ersten Zuchtberichte. Das war umso sensationeller als die Zucht von Meerwasserfischen wegen ihrer winzigen Larvenstadien und der Schwierigkeit, ein geeignetes Aufzuchtfutter zu finden, bei fast allen anderen Arten extrem schwierig bis unmöglich ist.
Im Aquarium verhält sich der Kauderni völlig anders als in der Natur. Meist gibt er sein Gruppenleben ab einer bestimmten Größe auf und von einer Anzahl gekaufter Fische bleibt in einem normal großen Aquarium nur ein Paar übrig. Die anderen werden bekämpft und im Laufe der Zeit getötet, oder sterben gestresst in irgendeinem Versteck. Nur in sehr großen Aquarien (ab 2000 bis 3000 l) ist die Haltung in großen Gruppen von über 20 Tieren möglich.
Als Aquarienbewohner sind Kaudernis eher langweilig, stehen meist ruhig in der Nähe einer Deckung im Wasser und werden nur aktiv, wenn es Futter gibt. Sie fressen meistens nur Lebend- und Frostfutter, kaum Trockenfutter. An allen Interaktionen, die für Korallenfische auch zwischen unterschiedlichen Arten typisch sind, beteiligen sie sich nicht und werden auch selber von artfremden Fischen weitgehend ignoriert.
In den letzten Jahren sind die Mortalitätsraten von wildgefangenen Kaudernis enorm gestiegen. In Fachzeitschriften wird inzwischen empfohlen, keine Wildfänge mehr zu kaufen und die Fische nachzuzüchten.

## Gefährdung
Die Gesamtpopulation des Banggai-Kardinalbarschs wird auf 2,4 Millionen Exemplare geschätzt. Er ist inzwischen durch den Lebendfischfang für aquaristische Zwecke gefährdet. Erstmals wurden sie 2007 von der Weltnaturschutzunion IUCN auf der „Roten Liste 2007“ erfasst. Man schätzt, dass jährlich 700.000 bis 900.000 Tiere in Indonesien gefangen und von Sulawesi und Bali zu Zierfischgroßhändlern in Europa, Nordamerika und Ostasien verschickt werden. Der Fang der Fische wird von nur etwa 60 bis 80 Personen als Nebenerwerb betrieben, die 3 US-Cent pro Fisch bekommen. Da die Tiere nur eine sehr geringe Reproduktionsrate haben und nur in einem sehr kleinen Gebiet vorkommen, kann sich die natürliche Population nicht erholen. Außerdem sind die Populationen voneinander isoliert, und ein einmal erloschenes Vorkommen kann nicht durch Zuwanderung neu besiedelt werden. Viele der Exportfische wurden wahrscheinlich mit Hilfe von Cyanid gefangen und starben während des Transports, bei verschiedenen Zwischenhändlern und auch kurz nach dem Kauf beim Aquarianer. Viele verantwortungsbewusste Fachhändler verkaufen den Banggai-Kardinalbarsch daher inzwischen nicht mehr oder nur noch Nachzuchten.